# Terschellingia longicaudata
Terschellingia longicaudata är en rundmaskart som beskrevs av De Man 1907. Terschellingia longicaudata ingår i släktet Terschellingia och familjen Linhomoeidae. Arten är reproducerande i Sverige. Inga underarter finns listade i Catalogue of Life.